# Гавриловское (Ореховское сельское поселение)
Гавриловское — деревня в Ореховском сельском поселении Галичского района Костромской области России.

## История
Согласно Спискам населенных мест Российской империи в 1872 году сельцо Гавриловское относилось к 1 стану Галичского уезда Костромской губернии. В нём числился 1 двор, проживало 4 мужчины и 4 женщины.
До муниципальной реформы 2010 года деревня также входила в состав Ореховского сельского поселения.

## Население
| 2008 | 2010 | 2012 | 2014 |
| ---- | ---- | ---- | ---- |
| 0    | →0   | →0   | →0   |